# Ristigouche (canton)
Pour les articles homonymes, voir Ristigouche.
Ristigouche est un canton canadien de l'est du Québec situé dans la région administrative de la Gaspésie dans la vallée de la Matapédia.  Il fut proclamé officiellement le 1er janvier 1842.  Il couvre une superficie de 30 755 hectares.

## Toponymie
Le canton reprend le toponyme de la rivière Ristigouche.  Ce toponyme peut aussi se lire sous la graphie « Restigouche ».